# Luis Germán Astete

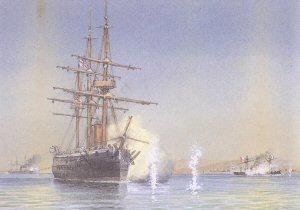
Combate de Pacocha entre la escuadra británica del Pacífico y el monitor Huáscar.

Luis José Germán Astete Fernández de Paredes (Lima, 28 de mayo de 1832-Huamachuco, 10 de julio de 1883) fue un marino y político peruano, héroe de la Guerra del Pacífico.  Murió combatiendo en la batalla de Huamachuco.

## Biografía
Fue hijo de Pedro Astete Núñez y María Manuela Fernández de Paredes y Noriega (nieta de los marqueses de Salinas). Asimismo, fue hermano de Isaac Astete Fernández de Paredes, socio fundador del Club Nacional de Lima y padre del reconocido pintor peruano Luis Astete y Concha y de María Carmela Astete y Concha, casada con Óscar Grau Cabero (hijo del almirante Miguel Grau Seminario).
Bautizado en el palacio de Gobierno, su padrino fue el mariscal Gamarra, presidente de la República. Estudió en el Convictorio de San Carlos de Lima y luego ingresó como guardiamarina en la Escuela Militar en 1850. Ese mismo año, se embarcó en la fragata Algerie y posteriormente en la Serieuse, en la que fue enviado a Francia.
En 1853, con el grado de alférez, integró la dotación de la recién construida fragata Amazonas, en su viaje al Perú desde Inglaterra. En 1854 fue nombrado comandante de la goleta Héctor, pero se amotinó junto con los presos políticos que llevaba a bordo, los cuales iban desterrados a México. Capturado por el Vigilante, fue procesado y desterrado a Chile. Pronto volvió al Perú, radicando en Arequipa, donde permaneció hasta la batalla de La Palma, victoria de los rebeldes que puso fin al gobierno de José Rufino Echenique, a inicios de 1855.
En 1856, contrajo matrimonio con Peregrina Guerrero y Álvarez Calderón, sobrina del conde de Álvarez Calderón. La pareja tuvo seis hijos.
Ascendió a teniente segundo en marzo de 1855, y sirvió en los navíos Libertad y Guise, siendo dado de baja nuevamente por su apoyo durante la guerra civil de 1856-1858 al general Vivanco, en enero de 1857.
Fue miembro del Congreso Constituyente de 1860 por la provincia de Huaraz entre julio y noviembre de 1860 durante el tercer gobierno de Ramón Castilla. Este congreso elaboró la Constitución de 1860, la séptima que rigió en el país y la que más tiempo ha estado vigente pues duró, con algunos intervalos, hasta 1920, es decir, sesenta años. Luego de expedida la constitución, el congreso se mantuvo como congreso ordinario hasta 1863. Renunció su ascenso a capitán de corbeta al considerarlo incompatible con su función política. A bordo del vapor Sachaca, participó en el Combate del 2 de mayo de 1866 contra la Escuadra Española del Pacífico.
Restablecido el gobierno constitucional en 1868, fue ascendido a capitán de fragata. En 1871 obtuvo su licencia indefinida, y en ese estado, tuvo participación activa en la sublevación a favor de Nicolás de Piérola contra el presidente Mariano Ignacio Prado. Entonces tomó el mando del monitor Huáscar, a bordo del cual fue designado comandante de la Escuadra Nacional Regeneradora. En esa posición, enfrentó en el combate de Pacocha a los navíos ingleses Shah y Amethyst, el 29 de mayo de 1877. Después de esta batalla, que fue considerada una victoria del monitor, los rebeldes se entregaron en Iquique a las fuerzas leales al presidente Prado.
Al estallar la Guerra del Pacífico, y ya con el grado de capitán de navío,  fue comisionado para adquirir armamento y un buque en Estados Unidos, tarea que fue interrumpida, debido a los vaivenes políticos. De regreso al Perú, fue nombrado prefecto del Callao y comandante de las baterías durante la defensa del puerto ante el bloqueo de la escuadra chilena. Combatió en las batallas de San Juan y Miraflores, y debió ordenar la destrucción de varias embarcaciones para evitar que cayeran en manos enemigas (enero de 1881).
Después de que Lima fuese ocupada por los chilenos, marchó a la sierra y en 1881 fue elegido diputado por la provincia de Alto Amazonas para  la Asamblea Nacional de Ayacucho convocado por Nicolás de Piérola luego de la Ocupación de Lima durante la Guerra del Pacífico. Este congreso aceptó la renuncia de Piérola al cargo de Dictador que había tomado en 1879 y lo nombró presidente provisorio. Sin embargo, el desarrollo de la guerra generó la pérdida de poder de Piérola por lo que este congreso no tuvo mayor relevancia. Astete no se incorporó a esa asamblea y prefirió tomar las armas, incorporándose a la resistencia de la Sierra encabezada por Andrés A. Cáceres. Participó en las batallas de Marcavalle, Pucará, Zapallanga y Concepción. En la batalla de Huamachuco tuvo bajo su mando la 4.ª División del Ejército del Centro y murió a consecuencia de un disparo que le atravesó la frente.
Sus restos reposan en la Cripta de los Héroes en el cementerio Presbítero Maestro en Lima.